# 帕沃尔·莫尔纳
帕沃尔·莫尔纳（1936年2月13日—2021年11月6日），斯洛伐克男子足球运动员，司职前锋。他曾代表捷克斯洛伐克国家队参加1958年和1962年国际足联世界杯，其中1962年世界杯获得亚军。